# Lijst van afleveringen van The Finder
Dit is een overzicht van alle afleveringen van de Amerikaanse televisieserie The Finder. De reeks telt maar één seizoen, dat bestaat uit dertien afleveringen. The Finder werd in de Verenigde Staten uitgezonden tussen januari en mei 2012. In Vlaanderen werd de serie uitgezonden door 2BE van maart tot mei 2012.

## Afleveringen
| Nr. | Titel                      | Regie           | Script                                    | Uitzenddatum     | Uitzenddatum  |
| --- | -------------------------- | --------------- | ----------------------------------------- | ---------------- | ------------- |
| 1 | An Orphan Walks into a Bar | Daniel Sackheim | Hart Hanson                               | 12 januari 2012  | 12 maart 2012 |
| Een tiener vraag Walter om zijn vader te vinden. Die verdween in een klein vliegtuigje boven de moerassen van Florida. De man blijkt omgekomen te zijn tijdens een drugstransport.                                                                    |                            |                 |                                           |                  |               |
| 2 | Bullets                    | Terrence O'Hara | Matt MacLeod                              | 19 januari 2012  | 19 maart 2012 |
| Walter zoekt naar de kogels die twintig jaar eerder een politieagent doodden. Intussen onderzoekt Dr. Lance Sweets (van Bones) of hij betrouwbaar is om deel te nemen aan onderzoeken van de federale politie.                                        |                            |                 |                                           |                  |               |
| 3 | A Cinderella Story         | Adam Arkin      | Sanford Golden, Karen Wyscarver           | 26 januari 2012  |               |
| |                            |                 |                                           |                  |               |
| 4 | Swing and a Miss           | Kevin Hooks     | Aaron Ginsburg, Wade McIntyre             | 2 februari 2012  |               |
| Isabels nieuwe vriend, een beroemde basketbalspeler, wordt bestolen en Walter gaat op zoek naar een van de voorwerpen waaraan hij zeer gehecht is. |                            |                 |                                           |                  |               |
| 5 | The Great Escape           | Seith Mann      | Emilia Serrano                            | 9 februari 2012  |               |
| Een goochelaar raakte zijn assistente kwijt tijdens zijn verdwijntruc. |                            |                 |                                           |                  |               |
| 6 | Little Green Men           | Dwight Little   | Will Pascoe                               | 23 februari 2012 |               |
| Dr. Jack Hodgins (van Bones) betrekt Walter bij de zoektocht naar een UFO die werd gezien door een NASA-piloot die intussen is overleden. |                            |                 |                                           |                  |               |
| 7 | Eye of the Storm           | Alex Chapple    | Aaron Ginsburg, Wade McIntyre             | 8 maart 2012     |               |
| Terwijl een orkaan over Florida trekt, hoort Walter op het nieuws van een verdwenen schoolmeisje. Noodgedwongen probeert hij haar te vinden vanuit zijn gebarricadeerde café.                                                                         |                            |                 |                                           |                  |               |
| 8 | Life After Death           | David Boreanaz  | Nkechi Okoro Carroll                      | 6 april 2012     | 23 april 2012 |
| Als een DJ nieuwe nummers van een overleden rapper speelt wordt Walter ingehuurd om de muziek te vinden. Tegen beter weten in gaat hij op zoek naar de rapper zelf.                                                                                   |                            |                 |                                           |                  |               |
| 9 | The Last Meal              | Milan Cheylov   | Josh Friedman                             | 13 april 2012    | 30 april 2012 |
| Het huwelijksgeluk van een koppel hangt aan een zijden draadje als een restaurant van de mafia sluit. De man huurt Walter in om de kok op te sporen opdat die hun lievelinggerecht opnieuw zou maken.                                                 |                            |                 |                                           |                  |               |
| 10 | The Conversation           | Jim Hayman      | Patrick Massett, John Zinman              | 20 april 2012    | 7 mei 2012    |
| Een vrouw en met een dochtertje vraagt Walter om haar man te zoeken. Hij gaat op zoek naar de afloop van het laatste telefoongesprek dat de man voerde.                                                                                               |                            |                 |                                           |                  |               |
| 11 | The Inheritance            | David Straiton  | Sanford Golden, Karen Wyscarver           | 27 april 2012    | 14 mei 2012   |
| Een vriendin van Isabel vraagt Walter de moordenaar van haar vader te vinden. Dat ziet hij niet zitten, maar hij gaat wel op zoek naar de erfenis die hij haar naliet.                                                                                |                            |                 |                                           |                  |               |
| 12 | Voodoo Undo                | Daniel Sackheim | Matt MacLeod, Emilia Serrano              | 4 mei 2012       | 21 mei 2012   |
| Het hoofd van een misdaadbende krijgt constant ongelukken en vraagt Walter een voodoopop die van hem werd gemaakt op te sporen voor het zijn dood wordt.                                                                                              |                            |                 |                                           |                  |               |
| 13 | The Boy with the Bucket    | Vahan Moosekian | Hart Hanson, Patrick Massett, John Zinman | 11 mei 2012      | 28 mei 2012   |
| Een museum vroeg een schilderij op te sporen, maar Walter blijkt nu een vervalsing te hebben gevonden. Hij zet zijn zinnen op het vinden van het origineel. Intussen brengt Walters broer hem naar hun vader, die hem vraagt hun moeder op te sporen. |                            |                 |                                           |                  |               |